# Blue Stockings Society
De Blue Stockings Society was een informele, Britse (vrouwen)beweging die rond 1750 werd opgericht door Elizabeth Montagu, Elizabeth Vesey en een aantal anderen. The Blue Stockings Society werd oorspronkelijk opgezet als een literaire club. 

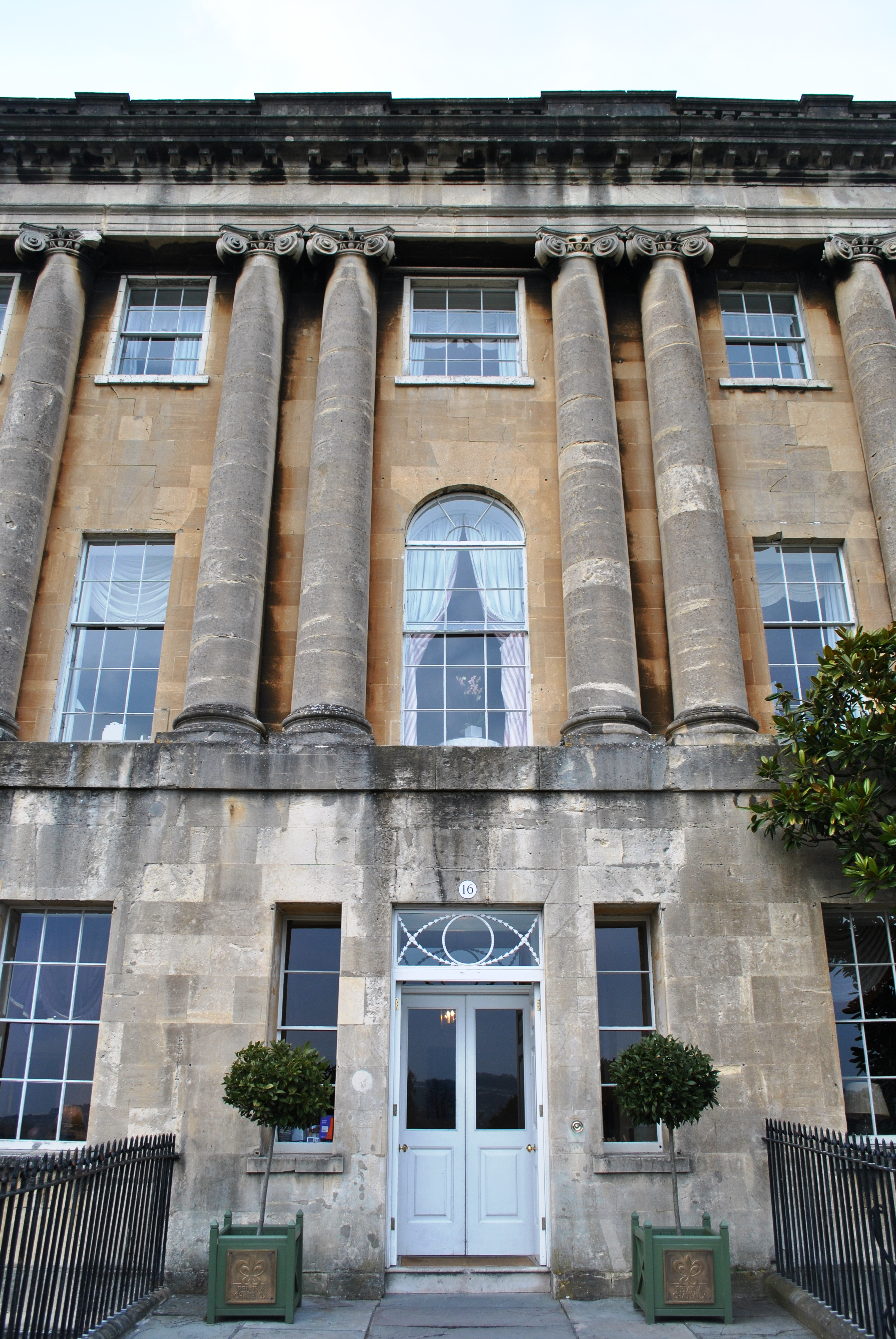
Een van de huizen van Elisabeth Montagu (16 Royal Crescent in Bath) waar bijeenkomsten van de Blue Stockings Society werden gehouden.

Montagu hield in haar huizen drukbezochte salons en ontbijtbijeenkomsten voor intellectuelen met uiteenlopende achtergronden. Hieruit ontstond in 1750 het gezelschap van de zogeheten bluestockings (Nederlands: blauwkousen). Bijzonder aan deze bijeenkomsten was dat vrouwen op gelijk niveau met mannen over allerlei, vaak literaire, zaken konden discussiëren. Dit in afwijking van avondjes waarop een gezelschap zich overgaf aan kaartspel of de dames zich bezighielden met nuttige handwerken. In de achttiende eeuw was het niet gewoon voor vrouwen om zich als schrijver of in het algemeen als intellectueel persoon te profileren. In de maatschappij werd van vrouwen destijds eerder verwacht zich (aan mannen) te onderwerpen en hen te gehoorzamen. Toen Montagu indertijd voorstelde een 'kind of Literary Academy for ladies' op te zetten, waren zelfs ook andere vrouwelijke auteurs, dichters en wetenschappers soms beducht voor de sociale gevolgen van deelname aan dergelijke intellectuele en literaire bijeenkomsten voor vrouwen.
Een verklaring voor de term blauwkousen kan worden ontleend aan het volgende: gebruikelijk was dat de heren in een deftig gezelschap 's avonds zwarte zijden kousen droegen, terwijl blauwe kousen de gebruikelijke dracht waren tijdens het werk. De botanicus en uitgever Benjamin Stillingfleet was kennelijk niet rijk genoeg om zich zwarte kousen te permitteren, maar werd toch uitgenodigd om dan maar met zijn blauwe kousen te komen. Zodoende werd de term ook een verwijzing naar het informele karakter van de bijeenkomsten, waarbij het ging om de levendige conversatie en niet om de heersende mode. Admiraal Boscawen, de echtgenoot van Frances Boscawen, gebruikte als eerste in schertsende vorm de benaming  de 'Blue Stocking Society’. De vrouwelijke bezoekers van de bijeenkomsten werden eerst 'Bluestockingers', 'Blue Stocking Ladies' en vanaf 1790 'Blue Stockings' genoemd. Eind achttiende eeuw werd met de term bluestockings bedoeld dat deze vrouwen "geleerd", "literair" waren. Pas later in de negentiende (en ook twintigste) eeuw kreeg de term - net als 'blauwkous' in het Nederlands - de negatievere connotatie van ''een alleenstaande vrouw'', ''een vrouw die liever met de neus in de boeken zit dan op zoek te gaan naar een goede echtgenoot''. 
Montagu organiseerde de bijeenkomsten samen met Elizabeth Vesey. Bekende deelnemers die enige tijd in verschillende samenstellingen de salons bezochten, waren onder anderen Frances Boscawen, Montagu's zuster schrijver Sarah Scott, de dichter en filantroop Hannah More, Anna Laetitia Barbauld, Elizabeth Carter, Catharine Macaulay, Catherine Talbot, Edmund Burke, David Garrick, Samuel Johnson, Ada Lovelace, Joshua Reynolds, Mary Wortley Montagu en Horace Walpole. Een bijeenkomst in het huis van Elizabeth Montagu is beschreven in James Boswells biografie Life of Johnson.

## Bluestockings

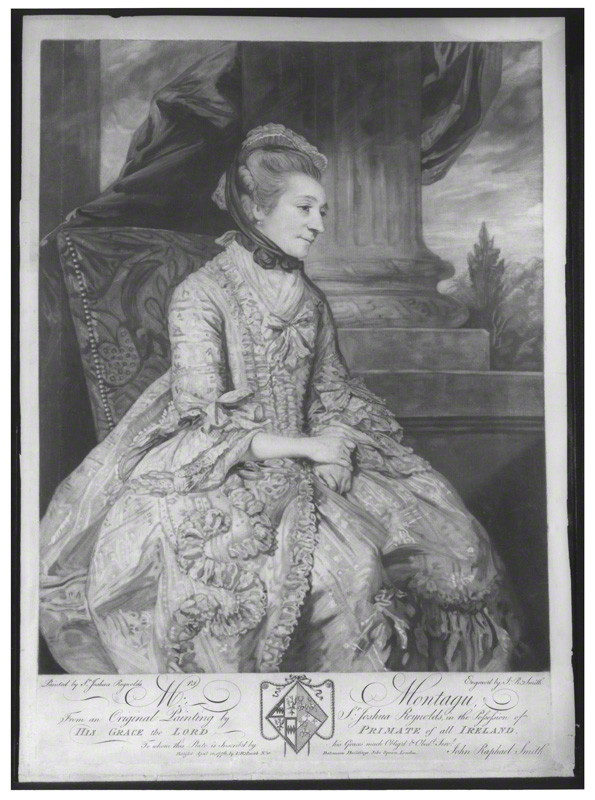
Elizabeth Montagu
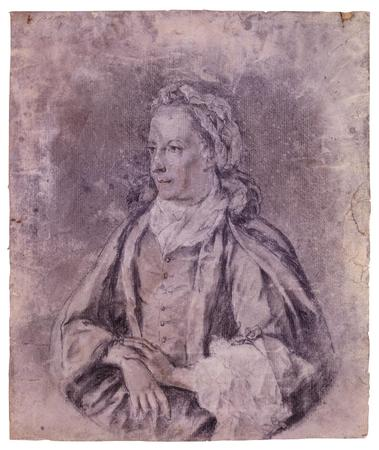
Elizabeth Vesey
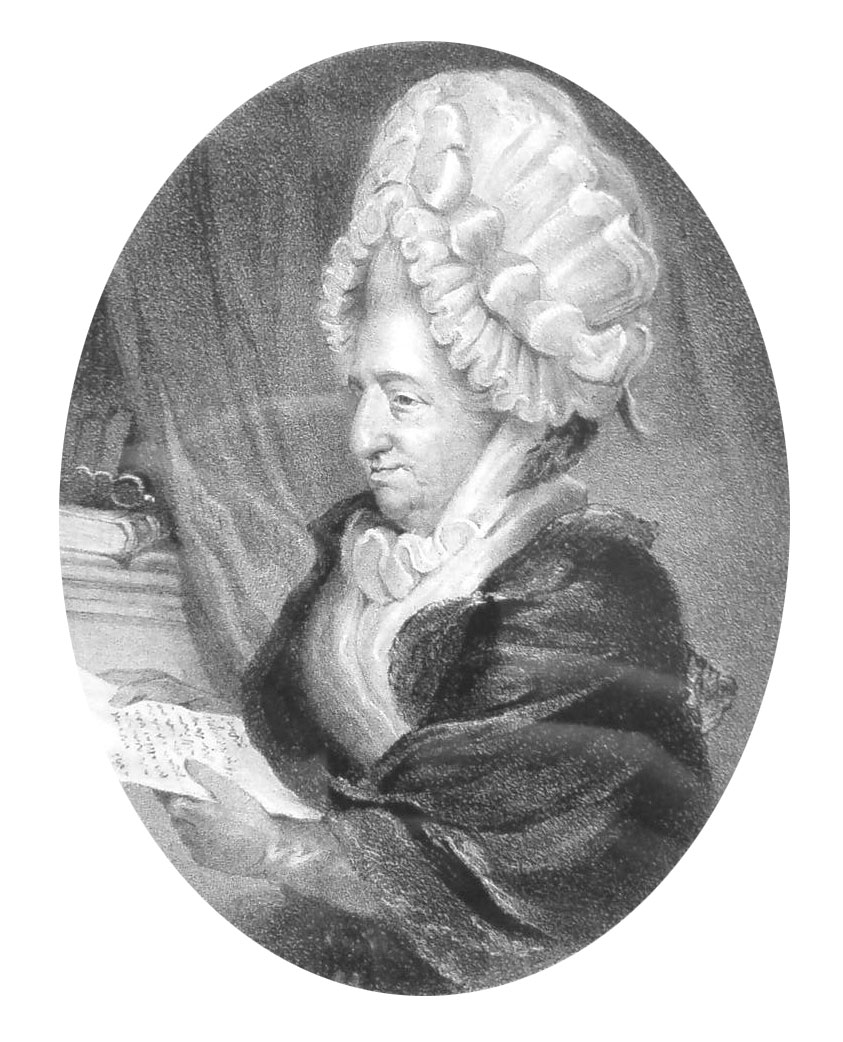
Frances Boscawen
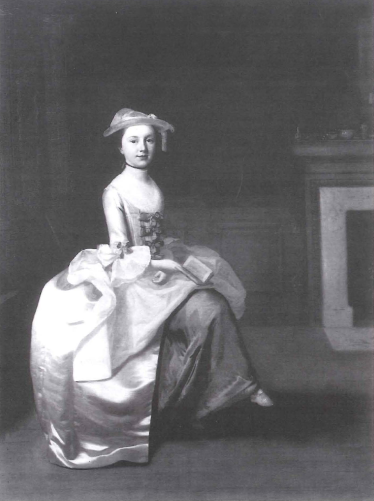
Sarah Scott
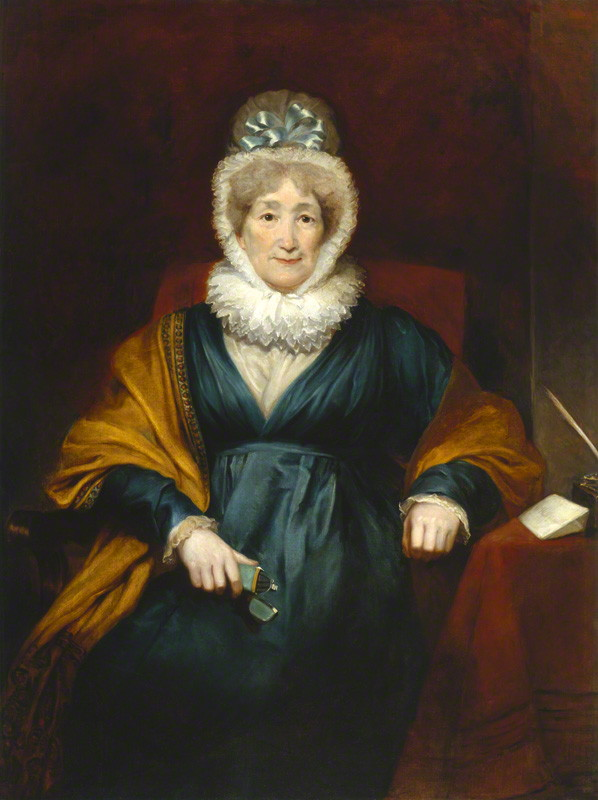
Hannah More
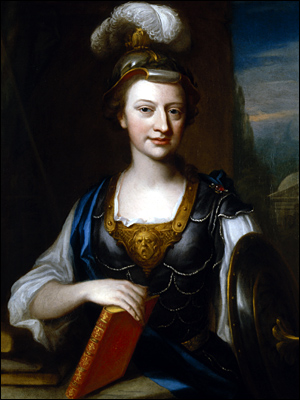
Elizabeth Carter
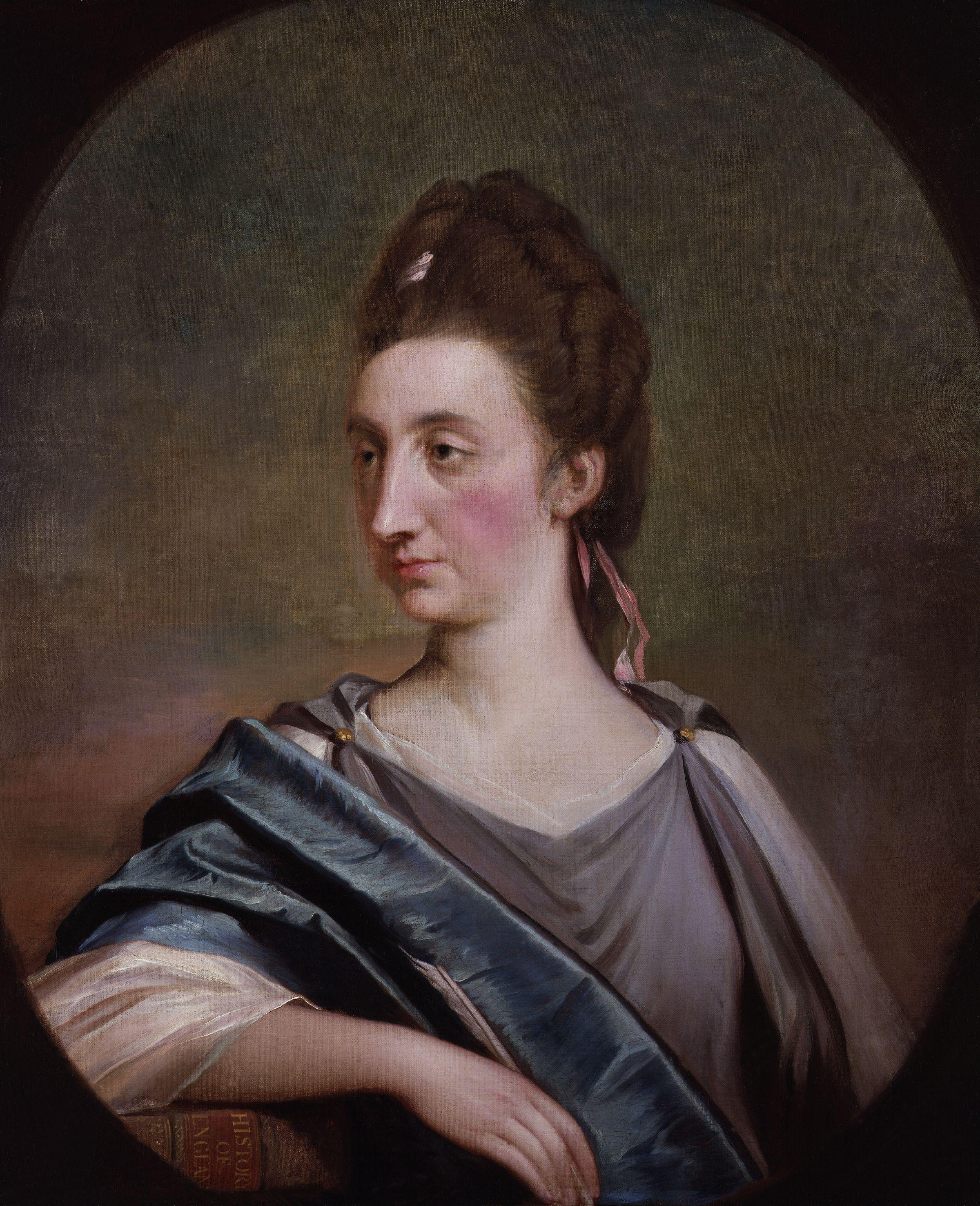
Catharine Macaulay
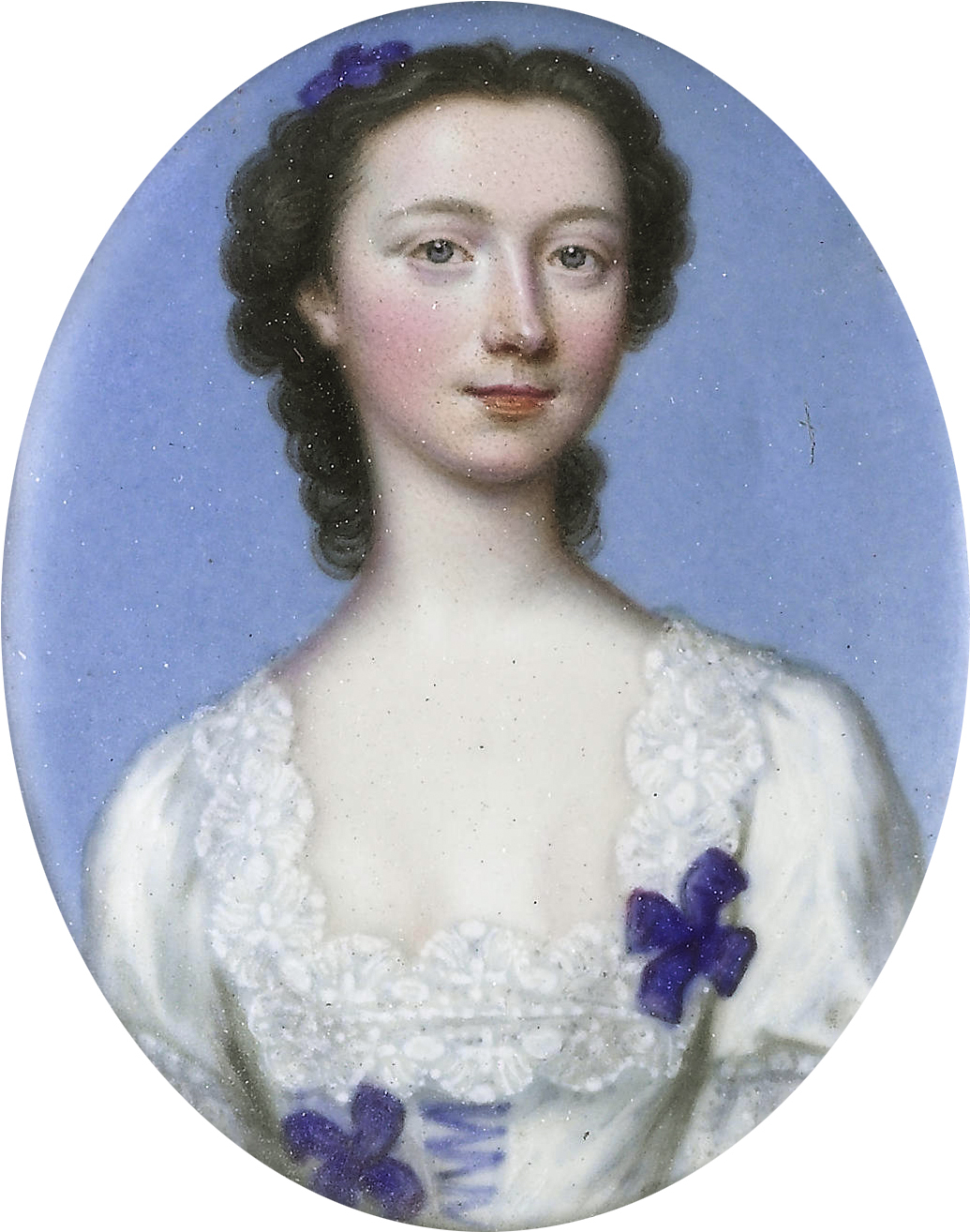
Catherine Talbot